# Anthony Stewart Head
Anthony Stewart Head, ook Anthony Head of Tony Head (Camden Town, 20 februari 1954) is een Engelse acteur en muzikant die heeft gewerkt in het theater, op televisie en in films. Hij speelde onder meer Rupert Giles in de Amerikaanse televisieserie Buffy the Vampire Slayer.

## Levensloop
Heads vader, Seafield Head, was een documentairemaker en de oprichter van Verity Films. Zijn moeder, Helen Shingler, was actrice. Zijn broer is acteur en zanger Murray Head, die net als hijzelf in de musical Chess heeft gespeeld: Murray in de originele cast van 1986, Anthony in de laatste cast in 1989.
Head woont nu in de buurt van Bath, met zijn vrouw Sarah Fisher en hun twee dochters.

## Carrière
Head werd opgeleid aan de London Academy of Music and Dramatic Art (LAMDA). Zijn eerste rol was in de musical Godspell, waarna hij televisierollen kreeg voor de BBC en ITV. In de vroege jaren 80 speelde hij in de band Red Box. Later in de jaren 80 verscheen hij in 12 reclamefilmpjes voor Nescafé Gold Blend, waarmee hij meer bekendheid kreeg.
Na succes in het theater en kleine rollen op de Amerikaanse televisie kreeg hij in 1997 de rol van Rupert Giles in Buffy the Vampire Slayer. Voor de opnames hiervan verhuisde hij naar de Verenigde Staten, terwijl zijn gezin in het Verenigd Koninkrijk achterbleef. In het zesde seizoen van de serie werd zijn rol kleiner, zodat hij meer tijd met zijn familie kon doorbrengen.
In 2002 was hij een van de hoofdrolspelers in de televisieserie Manchild van BBC Two, dat gaat over vier vijftigers die constant over seks praten. Ook had hij verschillende gastrollen in verschillende dramaseries zoals Silent Witness, Murder Investigation Team en Spooks. Hij had van 2003 tot 2005 de rol van minister-president in Little Britain.
Naast zijn televisiewerk heeft hij samen met muzikant George Sarah een album uitgebracht met de titel Music for Elevators. Ook heeft hij gezongen op nummers van het album The Getaway van Chris de Burgh.
In 2006 verscheen hij in een aflevering van Hotel Babylon op BBC One, waarin hij een suïcidale man speelt die er weer bovenopkomt en uiteindelijk een platencontract krijgt. In hetzelfde jaar nam hij een pilotaflevering op voor Him and Us, een serie die losjes gebaseerd is op het leven van Elton John.

## Filmografie

### Film
| Jaar | Titel                                          | Rol                     | Opmerkingen  |
| ---- | ---------------------------------------------- | ----------------------- | ------------ |
| 1981 | Lady Chatterley's Lover                        | Anton                   |              |
| 1987 | A Prayer for the Dying                         | Rupert                  |              |
| 1988 | La collina del diavolo                         | Michael Toyle           |              |
| 1992 | Woof Again! Why Me?                            |                         |              |
| 2003 | I'll Be There                                  | Sam Gervasi             |              |
| 2004 | Fat Slags                                      | Victor                  |              |
| 2005 | Framing Frankie                                | Dennis Folley           |              |
| 2005 | Imagine Me & You                               | Ned                     |              |
| 2006 | Scoop                                          | Detective               |              |
| 2007 | Sparkle                                        | Tony                    |              |
| 2007 | The Magic Door                                 | George                  |              |
| 2007 | Amelia and Michael                             | Michael                 |              |
| 2007 | Sweeney Todd: The Demon Barber of Fleet Street | Ballad Ghost            | Cameo        |
| 2007 | Macbeth                                        | Duncan                  |              |
| 2008 | Repo! The Genetic Opera                        | Nathan Wallace/Repo Man |              |
| 2011 | The Iron Lady                                  | Geoffrey Howe           |              |
| 2011 | The Inbetweebers Movie                         | Will's vader            |              |
| 2012 | Ghost Rider: Spirit of Vengeance               | Benedict                |              |
| 2016 | A Street Cat Named Bob                         | Jack Bowen              |              |
| 2018 | Batman: Gotham by Gaslight                     | Alfred Pennyworth       | Stemrol      |
| 2021 | School's Out Forever                           | Stanley                 |              |
| 2021 | Let the Wrong One In                           | Henry                   |              |
| 2024 | Upgraded                                       | Julian Marx             | Amazon Prime |

### Televisie
| Jaar       | Titel                                | Rol                              | Opmerkingen                                              |
| ---------- | ------------------------------------ | -------------------------------- | -------------------------------------------------------- |
| 1978       | Accident                             | Simon Lovell                     | Aflevering "The Figures Man"                             |
| 1978       | Lillie                               | William Le Breton                |                                                          |
| 1978       | Enemy at the Door                    | Clive Martel                     | Aflevering "Steel Hand from the Sea"                     |
| 1979       | Secret Army                          | Hanslick                         | Aflevering "A Safe Place"                                |
| 1979       | The Mallens                          | Weir                             | Afleveringen 1.1 en 1.2                                  |
| 1980       | Love in a Cold Climate               | Tony Kroesig                     |                                                          |
| 1981       | Crown Court                          | Timothy Preston-Berry            | Aflevering "Hen Party"                                   |
| 1981       | Bergerac                             | Bill                             | Aflevering "See You in Moscow"                           |
| 1985       | C.A.T.S. Eyes                        | James Sinden                     | Aflevering "Goodbye, Jenny Wren"                         |
| 1985       | Howards' Way                         | Phil Norton                      |                                                          |
| 1987       | Boon                                 | Richard Rathbone                 | Aflevering "Day of the Yoke"                             |
| 1987       | Pulaski                              | Dudley Fielding                  | Aflevering "The Price of Fame"                           |
| 1988       | Rockliffe's Babies                   | Chris Patterson                  | Aflevering "A Trip to the Zoo"                           |
| 1984, 1988 | The Comic Strip Presents...          | Ricky, Recording Studio Engineer | Afleveringen "Slags" en "More Bad News"                  |
| 1991       | Woof!                                | Bentley                          | Afleveringen 3.7 en 3.8                                  |
| 1993       | The Detectives                       | Simon                            | Aflevering "Acting Constables"                           |
| 1993       | Highlander: The Series               | Allan Rothwood                   | Aflevering "Nowhere To Run"                              |
| 1994       | Royce                                | Pitlock                          |                                                          |
| 1995       | VR.5                                 | Oliver Sampson                   | Afleveringen 5-13                                        |
| 1995       | Ghostbusters of East Finchley        | Terry                            | Aflevering 1.5                                           |
| 1995       | NYPD Blue                            | Nigel Gibson                     | Aflevering "Cold Heaters"                                |
| 1996       | Roger Roger                          | Jimmy Price                      |                                                          |
| 1996–2003  | Buffy the Vampire Slayer             | Rupert Giles                     | Genomineerd voor een Saturn Award                        |
| 1997       | Jonathan Creek                       | Adam Klaus                       | Seizoen 1                                                |
| 1999       | Two Guys, a Girl and a Pizza Place   | Dr. Staretski                    | "Two Guys, a Girl and a Mother's Day"                    |
| 2000       | Best Actress                         | Colin Truemans                   |                                                          |
| 2001       | Silent Witness                       | Henry Hutton                     | Aflevering "Two Below Zero"                              |
| 2002       | Spooks                               | Peter Salter                     | "Traitor's Gate"                                         |
| 2002       | Fillmore!                            | Professor Third                  | Afleveringen "Red Robins Don't Fly" en "A Cold Day at X" |
| 2003       | My Family                            | Richard Harper                   | Aflevering "May the Best Man Win"                        |
| 2003       | And Starring Pancho Villa as Himself | William Benton                   |                                                          |
| 2003       | Reversals                            | Mr. Andrew Barton                |                                                          |
| 2004       | New Tricks                           | Sir Tim                          | Aflevering 1.2                                           |
| 2004       | Monarch of the Glen                  | Chester Grant                    |                                                          |
| 2005       | M.I.T.: Murder Investigation Team    | Stewart Masters                  | Aflevering 2.2                                           |
| 2005       | Rose and Maloney                     | Dr. David Terry                  | Aflevering 2.2                                           |
| 2006       | Hotel Babylon                        | Mr. Machin                       | Aflevering 1.2                                           |
| 2006       | Doctor Who                           | Mr. Finch                        | Aflevering "School Reunion"                              |
| 2006       | Children's Party at the Palace       | Captain Hook                     |                                                          |
| 2006       | Him and Us                           | Max Flash                        |                                                          |
| 2003–2006  | Little Britain                       | Michael Stevens                  |                                                          |
| 2007       | Comic Relief 2007: The Big One       | Diverse rollen                   |                                                          |
| 2007       | Persuasion                           | Sir Walter Elliot                |                                                          |
| 2007       | Totally Doctor Who                   | Baltazar                         |                                                          |
| 2007       | Sensitive Skin                       | Tom Paine                        | Afleveringen "The Signals" en "Here I Am"                |
| 2007       | Free Agents                          | Stephen                          |                                                          |
| 2007       | Sold                                 | Mr. Colubrine                    |                                                          |
| 2008       | Freezing                             | Zichzelf                         | Aflevering 2                                             |
| 2008       | Merlin                               | Uther Pendragon                  |                                                          |
| 2008       | The Invisibles                       | Maurice Riley                    | Serie voor BBC One                                       |

## Discografie
- Sweet Transvestite (1991) (single)[2]
- The Rocky Horror Show: Sweet Transvestite (1991) (single)
- Buffy the Vampire Slayer Cast – Once More, with Feeling (2002) (gastzang)
- Music for Elevators (2002) (met George Sarah)
- Christophe Beck – Buffy the Vampire Slayer: The Score (2008) (gastzang)
- Staring at the Sun (2014)
- Buffy the Vampire Slayer Soundtrack Collection (2018) (gastzang)

- Bibsys: 10012107
- Biblioteca Nacional de España: XX1772909
- Bibliothèque nationale de France: cb151199942 (data)
- Gemeinsame Normdatei: 1062260953
- International Standard Name Identifier: 0000 0001 1462 3434
- Library of Congress Control Number: no98109555
- MusicBrainz: 521e1928-b453-4af8-a44c-640bd994658f
- Nationale Bibliotheek van Israël: 987007442427605171
- Virtual International Authority File: 87584035
- WorldCat: E39PBJf4fmY7jQp8H8VFcrryVC